# Shapis noctilux
Shapis noctilux är en fjärilsart som beskrevs av Walker 1854. Shapis noctilux ingår i släktet Shapis och familjen nattflyn. Inga underarter finns listade i Catalogue of Life.